# Enzo Fittipaldi
Enzo Fittipaldi da Cruz (Miami, Florida; 18 de julio de 2001) es un piloto de automovilismo brasileño nacido en Estados Unidos. Actualmente es miembro de la Escudería Telmex. Entre 2016 y 2021 fue miembro de la Academia de pilotos de Ferrari. En 2022 se convirtió en integrante del Equipo Júnior de Red Bull para 2023. Fue campeón de la Fórmula 4 Italiana en 2018 y subcampeón del Campeonato de Fórmula Regional Europea en 2019. Desde 2021 hasta 2024 compitió en el Campeonato de Fórmula 2 de la FIA, obteniendo dos victorias y trece podios.
Entre sus relaciones, Enzo es nieto del dos veces campeón de Fórmula 1 Emerson Fittipaldi y hermano menor del también piloto Pietro Fittipaldi.

## Carrera
En 2016, Fittipaldi se graduó en carreras de autos en el Campeonato Junior de Ginetta con Douglas Motorsport.
En noviembre de 2016, el brasileño estaba entre los cinco pilotos invitados a unirse a la Academia de pilotos de Ferrari y al mes siguiente se lo confirmó como miembro junto a Marcus Armstrong.
En 2017, Fittipaldi firmó con Prema Powerteam para el Campeonato de Italia de Fórmula 4, donde se consagraría campeón en 2018.
En 2019, Fittipaldi continuó con Prema para participar en el Campeonato de Fórmula Regional Europea, donde logró dos victorias y el subcampeonato. También participó en el Gran Premio de Macao, esta vez con Charouz, donde terminó decimosexto.
En enero de 2020, fue confirmado para participar en el Campeonato de Fórmula 3 de la FIA con la escudería HWA RACELAB, junto a los pilotos Jake Hughes y Jack Doohan. Estuvo en seis ocasiones en la zona de puntos, obteniendo como mejor resultado un cuarto puesto en la última carrera del año en Mugello. Terminó 15.º en el Campeonato de Pilotos con 27 puntos.

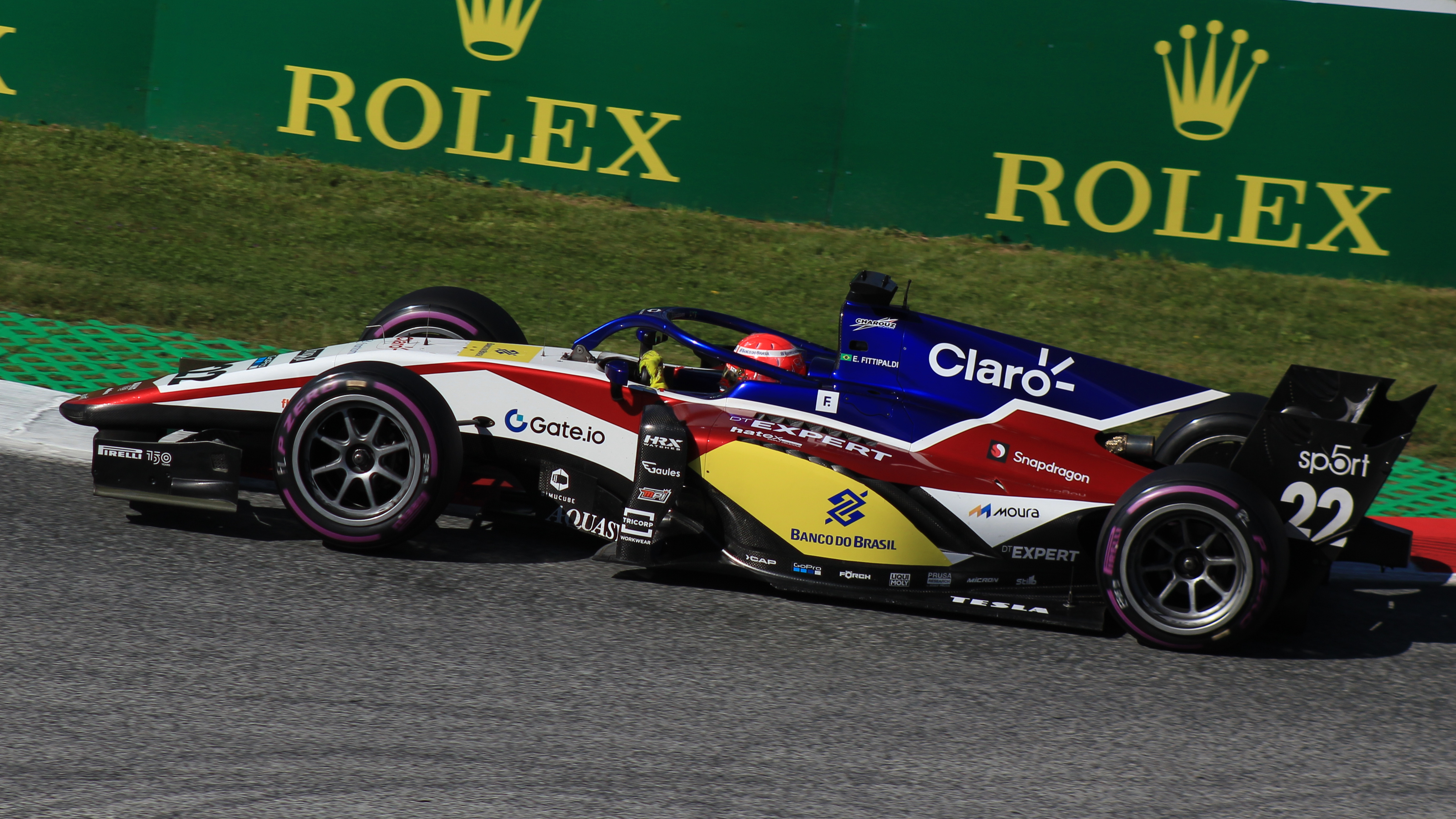
Fittipaldi en la Fórmula 2 2022.

En 2021 anunció su marcha de la Academia de pilotos de Ferrari tras cinco años, y se unió a los equipos Andretti Autosport/RP Motorsport para competir en la Indy Pro 2000. Además, anunció su continuidad en la Fórmula 3, esta vez con la escudería Charouz Racing System. En septiembre, el brasileño sustituirá a David Beckmann en Charouz en el Campeonato de Fórmula 2 de la FIA y será su debut en la categoría.

## Resumen de carrera
| Temporada | Categoría                              | Equipo                        | Carreras     | Victorias    | Poles        | VR           | Podios       | Puntos       | Pos.         |
| --------- | -------------------------------------- | ----------------------------- | ------------ | ------------ | ------------ | ------------ | ------------ | ------------ | ------------ |
| 2016      | Campeonato Junior de Ginetta           | Douglas Motorsport            | 25           | 0            | 0            | 0            | 0            | 113          | 18.º         |
| 2017      | Campeonato de Italia de Fórmula 4      | Prema Powerteam               | 21           | 0            | 0            | 1            | 0            | 89           | 9.º          |
| 2017      | ADAC Fórmula 4                         | Prema Powerteam               | 3            | 0            | 0            | 0            | 1            | 0            | NC†          |
| 2018      | Campeonato de Italia de Fórmula 4      | Prema Powerteam               | 21           | 7            | 9            | 5            | 12           | 303          | 1.º          |
| 2018      | ADAC Fórmula 4                         | Prema Powerteam               | 20           | 1            | 2            | 3            | 9            | 223          | 3.º          |
| 2019      | Campeonato de Fórmula Regional Europea | Prema Powerteam               | 25           | 2            | 2            | 5            | 13           | 336          | 2.º          |
| 2019      | Gran Premio de Macao                   | Sauber Junior Team by Charouz | 1            | 0            | 0            | 0            | 0            | N/A          | 16.º         |
| 2020      | Campeonato de Fórmula 3 de la FIA      | HWA RACELAB                   | 18           | 0            | 0            | 0            | 0            | 27           | 15.º         |
| 2021      | Indy Pro 2000                          | RP Motorsport USA             | 2            | 0            | 0            | 0            | 0            | 20           | 19.º         |
| 2021      | Campeonato de Fórmula 3 de la FIA      | Charouz Racing System         | 12           | 0            | 0            | 0            | 1            | 25           | 17.º         |
| 2021      | Campeonato de Fórmula 2 de la FIA      | Charouz Racing System         | 8            | 0            | 0            | 0            | 0            | 2            | 20.º         |
| 2022      | Campeonato de Fórmula 2 de la FIA      | Charouz Racing System         | 28           | 0            | 0            | 0            | 6            | 126          | 8.º          |
| 2023      | Campeonato de Fórmula 2 de la FIA      | Rodin Carlin                  | 25           | 1            | 0            | 1            | 5            | 124          | 7.º          |
| 2024      | Campeonato de Fórmula 2 de la FIA      | Van Amersfoort Racing         | 24           | 1            | 0            | 1            | 2            | 61           | 15.º         |
| 2025      | European Le Mans Series - LMP2         | CLX Motorsport                | Disputándose | Disputándose | Disputándose | Disputándose | Disputándose | Disputándose | Disputándose |
| Fuente:   |                                        |                               |              |              |              |              |              |              |              |

- † Fittipaldi fue piloto invitado, por lo tanto no fue apto para sumar puntos.

## Resultados

### Campeonato de Fórmula 3 de la FIA
(Clave) (negrita indica pole position) (cursiva indica vuelta rápida puntuable)

| Año  | Escudería   | 1    | 1    | 2    | 2    | 3   | 3   | 4    | 4    | 5    | 5    | 6   | 6   | 7   | 7   | 8   | 8   | 9   | 9   | Pos. | Puntos | Ref.   |
| ---- | ----------- | ---- | ---- | ---- | ---- | --- | --- | ---- | ---- | ---- | ---- | --- | --- | --- | --- | --- | --- | --- | --- | ---- | ------ | ------ |
| 2020 | HWA RACELAB | SPI1 | SPI1 | SPI2 | SPI2 | BUD | BUD | SIL1 | SIL1 | SIL2 | SIL2 | BAR | BAR | SPA | SPA | MNZ | MNZ | MUG | MUG | 15.º | 27     | [ 11 ] |
| 2020 | HWA RACELAB | 18   | 9    | 15   | 13   | 19  | 9   | 18   | 19   | 17   | 17   | 13  | 8   | 26  | 12  | 9   | 19  | 5   | 4   | 15.º | 27     | [ 11 ] |

| Año  | Escudería             | 1   | 1   | 1   | 2   | 2   | 2   | 3   | 3   | 3   | 4   | 4   | 4   | 5   | 5   | 5   | 6   | 6   | 6   | 7   | 7   | 7   | Pos. | Puntos | Ref.   |
| ---- | --------------------- | --- | --- | --- | --- | --- | --- | --- | --- | --- | --- | --- | --- | --- | --- | --- | --- | --- | --- | --- | --- | --- | ---- | ------ | ------ |
| 2021 | Charouz Racing System | BAR | BAR | BAR | LEC | LEC | LEC | SPI | SPI | SPI | BUD | BUD | BUD | SPA | SPA | SPA | ZAN | ZAN | ZAN | SOC | SOC | SOC | 17.º | 25     | [ 15 ] |
| 2021 | Charouz Racing System | 12  | Ret | 19  | 21  | 17  | 11  | 4   | 8   | 15  | 12  | 2   | 9   |     |     |     |     |     |     |     |     |     | 17.º | 25     | [ 15 ] |

### Indy Pro 2000
(Clave) (negrita indica pole position) (cursiva indica vuelta rápida)

| Año     | Escudería         | 1      | 2      | 3       | 4       | 5   | 6   | 7   | 8   | 9   | 10  | 11   | 12   | 13  | 14   | 15   | 16   | 17   | 18   | Pos. | Puntos |
| ------- | ----------------- | ------ | ------ | ------- | ------- | --- | --- | --- | --- | --- | --- | ---- | ---- | --- | ---- | ---- | ---- | ---- | ---- | ---- | ------ |
| 2021    | RP Motorsport USA | ALA 12 | ALA 10 | STP DNS | STP DNS | IMS | IMS | IMS | LOR | ROA | ROA | MOH1 | MOH1 | GMP | NJMP | NJMP | NJMP | MOH2 | MOH2 | 19.º | 20     |
| Fuente: |                   |        |        |         |         |     |     |     |     |     |     |      |      |     |      |      |      |      |      |      |        |

### Campeonato de Fórmula 2 de la FIA
(Clave) (negrita indica pole position) (cursiva indica vuelta rápida puntuable)

| Año  | Escudería             | 1   | 1   | 1   | 2   | 2   | 2   | 3   | 3   | 3   | 4   | 4   | 4   | 5   | 5   | 5   | 6   | 6   | 6   | 7   | 7   | 7   | 8   | 8   | 8   | Pos. | Puntos | Ref.   |
| ---- | --------------------- | --- | --- | --- | --- | --- | --- | --- | --- | --- | --- | --- | --- | --- | --- | --- | --- | --- | --- | --- | --- | --- | --- | --- | --- | ---- | ------ | ------ |
| 2021 | Charouz Racing System | SAK | SAK | SAK | MON | MON | MON | BAK | BAK | BAK | SIL | SIL | SIL | MNZ | MNZ | MNZ | SOC | SOC | SOC | YED | YED | YED | YMC | YMC | YMC | 20.º | 2      | [ 16 ] |
| 2021 | Charouz Racing System |     |     |     |     |     |     |     |     |     |     |     |     | Ret | 16  | 11  | 17  | C   | 12  | 12  | 7   | Ret |     |     |     | 20.º | 2      | [ 16 ] |

| Año  | Escudería             | 1   | 1   | 2   | 2   | 3   | 3   | 4   | 4   | 5   | 5   | 6   | 6   | 7   | 7   | 8   | 8   | 9   | 9   | 10  | 10  | 11  | 11  | 12  | 12  | 13  | 13  | 14  | 14  | Pos. | Puntos | Ref.   |
| ---- | --------------------- | --- | --- | --- | --- | --- | --- | --- | --- | --- | --- | --- | --- | --- | --- | --- | --- | --- | --- | --- | --- | --- | --- | --- | --- | --- | --- | --- | --- | ---- | ------ | ------ |
| 2022 | Charouz Racing System | SAK | SAK | YED | YED | IMO | IMO | BAR | BAR | MON | MON | BAK | BAK | SIL | SIL | SPI | SPI | LEC | LEC | BUD | BUD | SPA | SPA | ZAN | ZAN | MNZ | MNZ | YMC | YMC | 8.º  | 126    | [ 17 ] |
| 2022 | Charouz Racing System | 11  | 13  | 10  | 11  | 12  | 2   | 8   | 6   | 4   | 5   | Ret | 6   | 3   | 11  | 8   | 2   | Ret | 10  | 3   | 2   | 13  | 10  | 13  | 5   | 12  | 3   | Ret | 14  | 8.º  | 126    | [ 17 ] |
| 2023 | Rodin Carlin          | SAK | SAK | YED | YED | MEL | MEL | BAK | BAK | MON | MON | BAR | BAR | SPI | SPI | SIL | SIL | BUD | BUD | SPA | SPA | ZAN | ZAN | MNZ | MNZ | YMC | YMC |     |     | 7.º  | 124    | [ 18 ] |
| 2023 | Rodin Carlin          | 8   | 9   | 13  | 7   | DNS | Ret | 5   | 2   | 10  | Ret | 10  | 2   | Ret | 6   | 4   | 7   | 11  | 8   | 1   | 3   | 15  | 7   | 16  | 4   | 2   | 14  |     |     | 7.º  | 124    | [ 18 ] |
| 2024 | Van Amersfoort Racing | SAK | SAK | YED | YED | MEL | MEL | IMO | IMO | MON | MON | BAR | BAR | SPI | SPI | SIL | SIL | BUD | BUD | SPA | SPA | MNZ | MNZ | BAK | BAK | LUS | LUS | YMC | YMC | 15.º | 61     | [ 19 ] |
| 2024 | Van Amersfoort Racing | 17  | Ret | 3   | 1   | 12  | 17  | Ret | 17  | 9   | 12  | 16  | 11  | 14  | 4   | 13  | 8   | 21  | 5   | 14  | Ret | 7   | 10  | 13  | 11  |     |     |     |     | 15.º | 61     | [ 19 ] |